# 동방 18현
동방 18현(東方 十八賢)은 신라·고려·조선 시대를 거치면서 나라의 최고 정신적 지주에 올라 문묘에 종사(從祀)된 18명의 한국의 유학자들을 말한다. 동국 18현(東國 十八賢)이라고도 한다.

## 연혁
신라시대 성덕대왕 13년(714년)에 당나라 조정에 들어갔던 김수충(金守忠)이 귀국하여 바친 공자(孔子)를 위시한 10철·72제자의 화상을 국학에 안치시켰다.
고려시대 고려 현종 11년(1020년)에 최치원(崔致遠)을, 고려 현종 13년(1022년)에 설총(薛聰)을 종사 하였으며, 그 후 충숙왕 6년(1319년)에 안유(安裕. 安珦)을 종사 하였다.
조선시대에 들어와 고려조 정몽주를 비롯한 15 현인(十五 賢人)의 신위를 중종 때부터 고종 사이에 종사 하였다.
그리하여 성균관 대성전에는 공자를 위시한 4성(四聖)을 배향(配享)하고, 동·서재에는 공문10철·송조 6현 및 공자의 72제자를 비롯한 한⋅당⋅송⋅원대의 22현과 우리나라 18현을 종사 하였다.
광복 후 1949년 전국 유림 대회를 열어 공자를 위시한 4성(四聖)을 배향하고, 송조 2현 정호·주희과 동방 18현을 대성전으로 승봉(承奉)키로 하고, 우리 문묘에 중국의 유학자들인 공문10철과 공자의 72제자 및 한⋅당⋅송⋅원대의 22현까지 봉안하는 것은 사대주의라 하여 이들의 위패를 매안(埋安)키로 결의하였으며, 전국 향교에도 시행하도록 하였으나, 이 개혁안에 대해 보수 유림들의 반발로 일제히 시행되지 못하였다.
그 후 1961년 2월 23일 전국 유림대회를 다시 개최하여 매안한 공문10철과 송조 4현 주돈이·정이·소옹·장재의 신위를 복위키로 결의하였다.
그리하여 현재 중앙의 성균관 및 각 지방의 향교 대성전에는 공자를 정위로 하여 4대 성인인 안자·증자·자사·맹자를 배향하고, 공문10철 및 송조 6현과 우리나라 동방 18현의 신위를 종사하여 매년 음력 2월과 8월 상정일(上丁日)에 향사하는데 이를 석전(釋奠)이라 부른다.

## 선정 과정
역사가 선택한 동방 18현인은 권력만으로 되는 것이 아니다. 또한 가문이 좋다거나, 벼슬이 높다고 해서 선정되는 것은 더더욱 아니다. 그들 중에는 역사적으로 너무나 잘 알려진 인물도 있지만, 벼슬과 출세를 마다하고 학문에만 전념해 역사책에서조차 흘려버리는 당대 석학들도 있다. 그래서 더 유명하고 뛰어난 학자들도 많은데 어떻게 이런 인물이 들어가 있지 하고 의아해할 수도 있다.
중요한 것은 누가 더 잘났느냐, 누가 더 유명하냐가 아니다. 모두 나름대로 독창적인 자신의 학문 세계를 구축하고, 학자와 선비로서 양심과 도덕을 실천했느냐이다. 따라서 학식과 덕망이 뛰어나고, 학자로서 후세에 존경을 받고, 학문적 업적이 역사에 길이 남을 만큼 크고 높아야 선정되었던 것이다.

## 선정 인물
| - 동배향 제1위 : 홍유후(弘儒侯) 설총 - 동배향 제2위 : 문성공(文成公) 안유 - 동배향 제3위 : 문경공(文敬公) 김굉필 - 동배향 제4위 : 문정공(文正公) 조광조 - 동배향 제5위 : 문순공(文純公) 이황 - 동배향 제6위 : 문성공(文成公) 이이 - 동배향 제7위 : 문원공(文元公) 김장생 - 동배향 제8위 : 문경공(文敬公) 김집 - 동배향 제9위 : 문정공(文正公) 송준길 | - 서배향 제1위 : 문창후(文昌侯) 최치원 - 서배향 제2위 : 문충공(文忠公) 정몽주 - 서배향 제3위 : 문헌공(文憲公) 정여창 - 서배향 제4위 : 문원공(文元公) 이언적 - 서배향 제5위 : 문정공(文正公) 김인후 - 서배향 제6위 : 문간공(文簡公) 성혼 - 서배향 제7위 : 문열공(文烈公) 조헌 - 서배향 제8위 : 문정공(文正公) 송시열 - 서배향 제9위 : 문순공(文純公) 박세채 |

## 의의와 평가
옛말에 "정승 3명이 죽은 대제학 1명에 미치지 못하고, 대제학 3명이 문묘배향 현인 1명에 미치지 못한다."는 말이 생겨날 정도였다. 【三政丞이 不如一大提學이요, 三大提學이 不如一文廟配享(賢人)이라.】 
따라서 유학자로서 추구하는 최고의 가치이자 이상으로, 정공신(正功臣)이나 종묘 배향 공신들 보다 더 높은 명예를 누리며 만인(萬人)의 칭송을 받는 가장 존귀한 위치에 있다.
그리하여 문묘 배향 현인을 배출한 각 가문은 어느 권문 세가를 뛰어 넘는 국반(國班)으로서 대대손손 더 없는 영예로 알았다.

## 같이 보기
- 신라
- 문묘
- 서울 문묘
- 문묘 제례악
- 국학
- 국자감
- 성균관
- 향교
- 주돈이
- 소옹
- 정이 (학자)
- 주희
- 장재
- 주희
- 문묘 (하노이)
- 종묘